# Стрейт, Адам
Джон Адам Стрейт (англ. John Adam Straith; род. 11 сентября 1990, Виктория, Британская Колумбия, Канада) — канадский футболист, защитник. Выступал за сборную Канады.

## Клубная карьера
Стрейт — воспитанник академии футбольного клуба «Ванкувер Уайткэпс». Летом 2007 года тренировался с юношеской командой до 19 лет немецкого «Мюнхен 1860».
Летом 2008 года Стрейт отправился в аренду на сезон в немецкий «Энерги», где выступал за вторую команду. В августе 2009 года он перешёл в «Энерги» на постоянной основе. 25 октября в матче против «Санкт-Паули» он дебютировал во Второй Бундеслиге. 29 ноября в поединке против «Рот-Вайсса» из Оберхаузена Адам забил свой первый гол за команду. 16 декабря Стрейт подписал с «Энерги» трёхлетний контракт, до лета 2013 года.
30 января 2012 года Стрейт отправился в аренду в «Саарбрюккен» до конца сезона. 5 февраля в матче против «Вердера II» он дебютировал в Третьей лиге. 21 мая аренда Стрейта в «Саарбрюккене» была продлена на один сезон. 7 августа в поединке против «Алеманнии» он забил свой первый гол за клуб.
6 августа 2013 года Стрейт перешёл в «Веен», подписав контракт до июня 2014 года.
26 января 2015 года Стрейт подписал двухлетний контракт с норвежским «Фредрикстадом». 10 мая в матче против «Ранхейма» Стрейт дебютировал в Аддеколиге. 13 мая в поединке против «Саннес Ульф» он забил свой первый гол за «Фредрикстад».
В начале 2017 года Стрейт проходил просмотры в шотландском «Инвернесс Каледониан Тисл» и казахстанском «Ордабасы», но достичь соглашения ни с одним из клубом не смог.
27 февраля 2017 года Стрейт вернулся играть на родину, подписав полугодичный контракт с клубом Североамериканской футбольной лиги «Эдмонтон». 21 июля Стрейт покинул «Эдмонтон» в связи с истечением срока контракта.
18 августа 2017 года Стрейт вернулся играть в Германию, подписав контракт со «Шпортфройнде» на сезон. 22 мая 2018 года Стрейт продлил контракт со «Шпортфройнде» на один год, до 30 июня 2019 года.
19 мая 2019 года, после вылета «Шпортфройнде» из Третьей лиги, Стрейт на правах свободного агента перешёл в «Ганзу», подписав двухлетний контракт. 23 сентября 2020 года Стрейт достиг соглашения с «Ганзой» о расторжении контракта, чтобы вернуться на родину в Канаду по семейным обстоятельствам.

## Международная карьера
В 2007 году в составе юношеском сборной Канады Стрейт принял участие в юношеском чемпионате мира в Южной Корее.
24 мая 2010 года в товарищеском матче против сборной Аргентины Адам дебютировал за сборную Канады.
В 2013 году Стрейт поехал на Золотой кубок КОНКАКАФ. На турнире он был запасным и на поле не вышел.
В 2015 году Адам во второй раз был включён в заявку Золотого кубка КОНКАКАФ. На турнире он сыграл в матчах против сборных Коста-Рики, Ямайки и Сальвадора.
22 января 2017 года в товарищеском матче со сборной Бермудских Островов Стрейт был вынужден встать в ворота сборной Канады на последние 35 минут, после того как голкипер Шон Мелвин, вышедший на замену, получил травму. Сделав несколько сейвов, он сохранил свои ворота в неприкосновенности.
В 2017 году Адам в третий раз попал в заявку сборной на участие в Золотом кубке КОНКАКАФ. На турнире он был запасным и на поле не вышел.